# Bürger für Frankfurt
Die Bürger Für Frankfurt BFF sind eine 1994 gegründete Wählervereinigung in der Rechtsform eines eingetragenen Vereins. Sie sind ausschließlich in Frankfurt am Main tätig, wo sie seit 1997 regelmäßig an den Kommunalwahlen teilnehmen. Die Vereinigung legt Wert auf ihre Parteifreiheit und Unabhängigkeit, ihre politische Arbeit bezeichnet sie selbst als "vernünftig". In Teilen der Öffentlichkeit wird sie als rechtskonservativ oder auch rechtspopulistisch wahrgenommen.

## Geschichte

### 1994 bis 2006
Der Verein Bürger für Frankfurt BFF e. V. wurde 1994 gegründet und trat 1997 erstmals zur Kommunalwahl in Frankfurt an. In drei Ortsbezirken konnte seinerzeit die damals noch bestehende Fünf-Prozent-Hürde übersprungen werden, so dass die Wählervereinigung von 1997 bis 2001 mit jeweils einem Mandat in drei Ortsbeiratsgremien vertreten war. Nach Abschaffung dieser Sperrklausel gewann die Wählervereinigung im Jahr 2001 mit Wolfgang Hübner erstmals ein Mandat in der Stadtverordnetenversammlung.
Die BFF beansprucht die Rekonstruktion der Neuen Frankfurter Altstadt als eigenen politischen Erfolg. Den politischen Antrag NR 1988 "Technisches Rathaus: Den Abriss als Chance nutzen" stellte dazu im August 2005 deren damaliger Stadtverordneter Wolfgang Hübner, der seinerzeit zunächst abgelehnt wurde. Nach der Kommunalwahl 2006 wurde das Projekt dann jedoch im Jahr 2007 von der großen Mehrheit der Stadtverordneten beschlossen; dem Beschluss vorangegangen waren ein städtebaulicher Wettbewerb und ein vom damaligen Viererbündnis aus CDU, SPD, FDP und Grünen eingesetzter Sonderausschuss der Stadtverordneten.

### 2006 bis 2016
Bei der Kommunalwahl 2006 gewann die Wählervereinigung mit einem Stimmenanteil von 2,8 % drei Mandate in der Stadtverordnetenversammlung. Im Jahr 2010 wechselte der Stadtverordnete Patrick Schenk in der laufenden Wahlperiode von der CDU zur Fraktion der Bürger Für Frankfurt BFF, womit sich die Zahl der Mandate auf vier erhöhte.
2010 benannte der Verein sich in „Freie Wähler Frankfurt e. V.“ um und trat dem Landesverband der Freien Wähler Hessen bei. Bei der Kommunalwahl 2011 gewann die Wählervereinigung vier Stadtverordnetenmandate und war mit Roland Beck als ehrenamtlichem Stadtrat erstmals auch im Magistrat der Stadt Frankfurt vertreten.
2015 verließen die Freien Wähler im Römer im Konflikt den Landesverband der Freien Wähler und benannten sich wieder um in „Bürger Für Frankfurt BFF“.

### 2016 bis heute
Bei der Kommunalwahl 2016 gewannen die BFF 2,7 % der Stimmen und drei Mandate in der Stadtverordnetenversammlung sowie Mandate in allen 16 Frankfurter Ortsbezirken. Carl-Philip Graf zu Solms-Wildenfels wurde über eine Gemeinschaftsliste mit der AfD-Fraktion zum ehrenamtlichen Stadtrat gewählt.
Bei der Kommunalwahl 2021 gewann die BFF mit 2,0 % der Stimmen zwei Mandate und verlor den Fraktionsstatus. Die beiden BFF-Stadtverordneten bildeten mit dem gewählten Vertreter der Partei BIG eine gemeinsame Fraktion BFF-BIG. Mit 13 Mandaten ist die BFF in den 16 Frankfurter Ortsbeiratsgremien vertreten.
Ende Februar 2025 trat der Stadtverordnete Dr. Uwe Schulz, der vorher für die FDP-Fraktion im Römer saß, in die BFF-BIG-Fraktion ein. Auch im Ortsbeirat 5 (Sachsenhausen, Niederrad, Oberrad). trat er der BFF bei. Im März 2025 wechselte der Stadtverordnete Peter Paul Thoma von der FDP-Fraktion im Römer zur BFF-BIG-Fraktion. Seitdem verfügt die Fraktion über fünf Mandate in der Frankfurter Stadtverordnetenversammlung.

### Tätigkeit und Kritik

#### Querdenken-Demonstrationen
Die BFF veranstaltet Demonstrationen mit die Basis und Querdenken, etwa 2023 gegen die Verleihung des Ludwig-Börne-Preises an den Politiker und Schriftsteller Robert Habeck.

#### Personelle Überschneidung mit rechten Parteien
2016 traten BFF und AfD bei der Wahl des ehrenamtlichen Magistrats mit einer Gemeinschaftsliste an. Der ehemalige Vorsitzender Patrick Schenk war von 2018 bis 2020 Mitglied bei AfD und BFF und kandidierte bei den Kommunalwahlen 2021 als Spitzenkandidat der Frankfurter AfD.
Bevor Rosemarie Lämmer bei der Kommunalwahl 2021 für die BFF antrat, war sie von 2001 bis 2006 Stadtverordnete der Republikaner, und von 2007 bis 2013 deren Kreisvorsitzende.

## Vereinsvorsitze
Vereinsvorsitzender der Bürger Für Frankfurt BFF e. V. seit 2018 ist Mathias Pfeiffer, seine beiden Stellvertreter, Thomas Budenz und Marcus Kapust, sowie Schatzmeister Marc Hense und die Schriftführerin Rosemarie Lämmer komplettieren den geschäftsführenden Vorstand des Vereins. Beisitzer im Vorstand sind Qing CHEN, Marceau Casin, Niklas Pauli und Ralf Schneider.